# (1970) Sumeria
(1970) Sumeria es un asteroide perteneciente al cinturón de asteroides descubierto por Miguel Itzigsohn el 12 de marzo de 1954 desde el Observatorio Astronómico de La Plata, Argentina.

## Designación y nombre
Sumeria recibió al principio la designación de 1954 ER.
Más adelante se nombró así por la antigua civilización de los sumerios.

## Características orbitales
Sumeria orbita a una distancia media del Sol de 2,78 ua, pudiendo acercarse hasta 2,339 ua. Tiene una inclinación orbital de 7,069° y una excentricidad de 0,1586. Emplea 1693 días en completar una órbita alrededor del Sol.